# Karen Stives
Karen Elizabeth Stives est une cavalière américaine de concours complet née le 3 novembre 1950 à Boston et morte le 14 août 2015 à Dover. 
Au cours de sa carrière, elle a remporté deux médailles lors des Jeux olympiques de Los Angeles en 1984 (une médaille d'or par équipe et une médaille d'argent individuelle).
Elle meurt d'un cancer à l'âge de 64 ans à son domicile à Dover,.